# Décès en 1219
Décès
- 1215
- 1216
- 1217
- 1218
- 1219
- 1220
- 1221
- 1222
- 1223

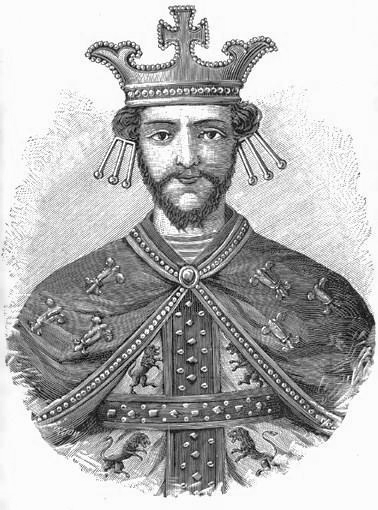
Léon II d'Arménie, mort en 1219.

Cette page dresse une liste de personnalités mortes au cours de l'année 1219 :
- 13 février : 
  - Kugyō, deuxième shogun de Kamakura.
  - Minamoto no Sanetomo, troisième shogun du shogunat de Kamakura, udaijin et dernier chef du clan Minamoto.
- 22 mars : Henri Kietlicz, archevêque de Gniezno.
- 14 mai[1] : Guillaume le Maréchal (William Marshall), chevalier anglais, 1er comte de Pembroke.
- 17 juin : David de Huntingdon, administrateur du comté de Lennox, seigneur de Garioch, puis comte de Huntingdon et héritier présomptif du royaume d'Écosse.
- 27 juillet : Jean de Béthune, seigneur de Béthune et avoué de l'abbaye de Saint-Vaast d'Arras et d'Adélide de Saint-Pol.
- 4 août : Gaucher IV de Mâcon, dit aussi Gaucher de Vienne, seigneur de Salins, de Maîche et de Bourbon.
- 3 novembre : Saer de Quincy, ou Saieur di Quincy, 1er comte de Winchester, un des chefs de la rébellion de barons contre le roi Jean d'Angleterre.
- 19 décembre : Robert de Mehun, évêque du Puy.

- Casimir II, duc de Poméranie occidentale.
- Gérard de Lorraine, évêque de Toul.
- Géraud V d'Armagnac, comte d'Armagnac et de Fezensac.
- Giovanni Domenico Trinci, Cardinal-prêtre de S. Ciriaco alla Terme.
- Guillaume de Chartres, quatorzième maître de l'ordre du Temple.
- Guillaume le Maréchal, 1er comte de Pembroke, chevalier anglo-normand et tournoyeur réputé.
- Hugues IX de Lusignan, sire de Lusignan, comte de la Marche.
- Léon II d'Arménie, prince des Montagnes roupénide.
- Milon IV de Bar, dernier comte de Bar-sur-Seine.
- Nicola de Romanis, doyen du Collège des cardinaux,  pénitencier apostolique, cardinal-évêque de Frascati.
- Pierre II de Courtenay, comte de Nevers, d'Auxerre et de Tonnerre et un empereur latin de Constantinople.
- Pietro Sasso, Cardinal-prêtre de S. Pudenziana.
- Raoul d’Argences, 6e abbé de Fécamp.
- Scholastique de Champagne, noble française.
- Theoderich von Treyden, ou Théodoric de Turaida, Theoderich von Treyden, deuxième missionnaire connu de Livonie après Meinhard de Holstein, l'évêque de Livonie. Il devient évêque d'Estonie.
- Yolande de Hainaut, impératrice latine de Constantinople.

## Crédit d'auteurs
- Cet article est partiellement ou en totalité issu de l'article intitulé « 1219 » (voir la liste des auteurs).